# Uwe Hentschel
Uwe Hentschel (* 7. Juli 1960 in Zwickau) ist ein deutscher Literaturwissenschaftler.

## Leben
Nach der Studium der Germanistik und Literaturwissenschaft an der Universität Leipzig und der Promotion 1990 zur Reiseliteratur am Ausgang des 18. Jahrhunderts war er von 1990 bis 1993 wissenschaftlicher Mitarbeiter an der Universität Leipzig. Seit 1993 ist er an der TU Chemnitz tätig. Nach der Habilitation 1999 wurde er 2000 Oberassistent. Seit 2008 ist er außerplanmäßiger Professor. Er ist stellvertretender Vorsitzender der Berliner Goethe-Gesellschaft.
Seine Forschungsschwerpunkte sind Kultur- und Literaturgeschichte des 18. und 19. Jahrhunderts (u. a. Reisekultur, -literatur, regionale Literaturgeschichte, Verlagsgeschichte, erotische Literatur, Schweizbilder, Briefliteratur).

## Schriften (Auswahl)
- Studien zur Reiseliteratur am Ausgang des 18. Jahrhunderts. Autoren – Formen – Ziele, Lang: Frankfurt am Main, Berlin, Bern, New York, Paris u. Wien 1999.
- Mythos Schweiz – Der deutsche literarische Philhelvetismus zwischen 1700 und 1850, Tübingen: Niemeyer 2002 (Studien und Texte zur Sozialgeschichte der Literatur; Bd. 90).
- Von Thomasius bis E.T.A. Hoffmann. Leipziger Literaturgeschichte(n) des 18. Jahrhunderts, Radebeul: Edition Reintzsch 2002.
- Moderne Klassik – Klassik der Moderne? Würzburg: Königshausen & Neumann 2006.
- Wegmarken. Studien zur Reiseliteratur des 18. u. 19. Jahrhunderts, Lang: Frankfurt am Main, Berlin, Bern, New York, Paris u. Wien 2010.
- Vom Lieblingsautor zum Außenseiter. Ein Beitrag zur Kanondebatte des 18. Jahrhunderts. Frankfurt: Peter Lang Verlag 2015.
- Fastnachtsspiel – Faust: Entstehung von Goethes Werken in Dokumenten, hg. v. Katharina Mommsen, Berlin u. New York: de Gruyter 2017.
- Voyageurs allemands sur les traces de Rousseau, Neuchatel 2022 (= Bulletin de L'Association Jean-Jacques Rousseau, N° 81).
- Zur Reiseliteratur um 1800. Autoren – Formen – Landschaften, Berlin [u. a.]: Peter Lang Verlag 2022.